# Martin Fiebig
Martin Fiebig, född 7 maj 1891 i Rösnitz, Schlesien, död 24 oktober 1947 i Belgrad, var en tysk general i Luftwaffe. 
Under andra världskriget kommenderade Fiebig Kampfgeschwader 4 i slagen om Nederländerna, Belgien, Frankrike och Storbritannien. Under invasionen av Jugoslavien i april 1941 spelade Fiebig en framträdande roll vid bombningen av Belgrad. Under slaget om Stalingrad var han befälhavare för VIII. Fliegerkorps.
I början av maj 1945 greps Fiebig av brittiska trupper och hamnade i krigsfångenskap. Han utlämnades i februari året därpå till Jugoslavien, där han ställdes inför rätta för krigsförbrytelser. Fiebig dömdes till döden och avrättades genom hängning 1947.

### Webbkällor
- Miller, Michael D.; Collins, Gareth. ”General der Flieger Martin Fiebig” (på engelska). Axis Biographical Research. Arkiverad från originalet den 6 maj 2015. https://web.archive.org/web/20091029024651/http://geocities.com/~orion47/WEHRMACHT/LUFTWAFFE/General/FIEBIG_MARTIN.html. Läst 6 maj 2015.